# 李弘茂
李弘茂（933年—951年），字子松，祖籍隴西郡成紀县（今甘肅省天水市），五代十国时南唐元宗李璟第二子。
李弘茂幼年聪明，善于写诗，格调清古。十四岁，为侍卫诸军都虞候，封乐安公。骑射击刺都学过，但是不喜欢兵事，喜欢和士人一起作诗。文献太子李弘冀刚果急躁，人望归于李弘茂。保大九年七月去世，追封庆王，葬在金陵城南五里，韩熙载受命书写碑文。李弘茂幼时，李璟问木平和尚儿子的寿数。木平写下九十一，最后李弘茂只活了一十九。